# Małgorzata Olkuska
Małgorzata Olkuska (ur. 6 czerwca 1953 w Krakowie) – krakowska artystka zajmująca się rzeźbiarstwem i medalierstwem.
W 2012 została laureatem Nagrody Miasta Krakowa.